# Terry Allen (cestista)
Terry Du'Aun Allen (Houston, 29 dicembre 1993) è un cestista statunitense.